# 川仁宏
川仁宏（かわに ひろし、昭和8年（1933年）6月19日 - 平成15年（2003年）2月5日 ）は、編集者、思想家、パフォーマンスアーティスト。

## 経歴
東京都新宿区に生まれ、慶應義塾大学仏文科卒。
1950年代から、政治的な公然、非公然なものまで多種多様な活動に参加する傍ら、前衛パフォーマンスを実践した。中でも中西夏之、高松次郎らと共に行った「山手線事件（電車内での攪拌）」というハプニングは後のハイレッド・センターへと繋がるプレ・イヴェントとして名高い。
- 1960年、谷川雁が組織した大正行動隊に参加。
- 1962年、山口健二と松田政男が企画、谷川雁、吉本隆明、埴谷雄高、黒田寛一らを講師とした自立学校に参加。
- 1964年、赤瀬川原平のいわゆる「千円札事件」では事件懇談会事務局長を務め、法廷でのパフォーマンスを実現。
- 1965年、山口健二と松田政男が結成した東京行動戦線に参加。東京行動戦線はベトナム義勇軍としてベトナム渡航を企てるなどした。
- 1969年から、現代思潮社の企画部次長、編集長を務め、赤瀬川原平をはじめ、唐十郎や笠井叡らの著作出版、稲垣足穂の全集、デリダやバタイユ、フーリエらの哲学書などを手がける。また、美術専門学校である「美学校」の設立を主導し、既存の美術大学における教育に一石を投じるなど、類稀なるプロデュース力を全面に渡って発揮。
- 1974年、現代思潮社を退社後、芸術や土方巽などとの舞踏関連の著作を続けながら、言葉による即興のライブや、トーキングなどを実践。
- 1980年以降、灰野敬二や小杉武久との競演を境に、美術家や舞踏家との競演によるライブパフォーマンスを行う。
- 1996年、十二指腸潰瘍で倒れ、1998年には脳梗塞、つづいてパーキンソン症候群を患い、車椅子生活を余儀なくされる。この身体の不自由は、川仁が実践しようとしていた自らの即興性を大きく損ねることとなり、ライブ活動を事実上停止することになる。
- 2000年頃から車椅子や揺り椅子に座ったままでのライブパフォーマンスを再開したが、2003年2月、肺炎を悪化させ亡くなった。享年69歳。